# Manuel António Mendes dos Santos
Manuel António Mendes dos Santos, né le 20 mars 1960 à Lamego au Portugal, est un évêque catholique santoméen. Il a dirigé le diocèse de Sao Tomé-et-Principe de 2006 à 2022.
Ordonné prêtre en 1985, Mendes succède à Abílio Rodas de Sousa Ribas, qui fut le premier évêque du diocèse. Il est consacré le 17 février 2007 par José Saraiva Martins avec comme co-consécrateurs Giovanni Angelo Becciu et Damião António Franklin (pt).